# Wereldkampioenschappen schermen 1978
De 29ste wereldkampioenschappen schermen werden gehouden in Hamburg, toen West-Duitsland, nu Duitsland van 12 tot 22 juli 1978. De organisatie lag in de handen van de FIE.

## Medailles

### Mannen
| Onderdeel   | Goud                                                                        | Goud           | Zilver                                                                                    | Zilver      | Brons                                                                       | Brons          |
| ----------- | --------------------------------------------------------------------------- | -------------- | ----------------------------------------------------------------------------------------- | ----------- | --------------------------------------------------------------------------- | -------------- |
| Degen       |                                                                             |                |                                                                                           |             |                                                                             |                |
| Individueel | Alexander Pusch                                                             | West-Duitsland | Philippe Riboud                                                                           | Frankrijk   | Hans Jacobson                                                               | Zweden         |
| Ploegen     | Csaba Fenyvesi Ernő Kolczonay Jenő Pap István Osztrics Győző Kulcsár        | Hongarije      | Boris Loekomski Asjot Karagian Leonid Doenajev Aleksandr Aboesjakhmetov Valeri Kjondogo   | Sovjet-Unie | Johan Harmenberg Rolf Edling Göran Malkar Hans Jacobson Carl von Essen      | Zweden         |
| Floret      |                                                                             |                |                                                                                           |             |                                                                             |                |
| Individueel | Didier Flament                                                              | Frankrijk      | Aleksandr Romankov                                                                        | Sovjet-Unie | Harald Hein                                                                 | West-Duitsland |
| Ploegen     | Bogusław Zych Adam Robak Arkadiusz Godel Marian Sypniewski Leszek Martewicz | Polen          | Didier Flament Frédéric Pietruszka Bruno Boscherie Philippe Bonin Pascal Jolyot           | Frankrijk   | Aleksandr Romankov Vladimir Smirnov Vladimir Denisov Vladimir Lapitsky      | Sovjet-Unie    |
| Sabel       |                                                                             |                |                                                                                           |             |                                                                             |                |
| Individueel | Viktor Krovopoeskov                                                         | Sovjet-Unie    | Michail Boertsev                                                                          | Sovjet-Unie | Michele Maffei                                                              | Italië         |
| Ploegen     | Imre Gedővári Pál Gerevich Ferenc Hammang Zoltán Nagyházi György Nébald     | Hongarije      | Michail Boertsev Vladimir Naslimov Viktor Krovopoeskov Aleksandr Nikisjin Viktor Basjenov | Sovjet-Unie | Michele Maffei Angelo Arcidiacono Mario Aldo Montano Gianfranco Dalla Barba | Italië         |

### Vrouwen
| Onderdeel   | Goud                                                              | Goud        | Zilver                                                                           | Zilver            | Brons                                                                   | Brons          |
| ----------- | ----------------------------------------------------------------- | ----------- | -------------------------------------------------------------------------------- | ----------------- | ----------------------------------------------------------------------- | -------------- |
| Floret      |                                                                   |             |                                                                                  |                   |                                                                         |                |
| Individueel | Valentina Sidorova                                                | Sovjet-Unie | Katarína Ráczová                                                                 | Tsjecho-Slowakije | Cornelia Hanisch                                                        | West-Duitsland |
| Ploegen     | Olga Knjazeva Valentina Sidorova Nailia Giliazova Jelena Novikova | Sovjet-Unie | Jolanta Królikowska Barbara Wysoczańska Agnieszka Dubrawska Delfina Olek-Skąpska | Polen             | Suzana Ardeleanu Viorica Țurcanu Magdalena Chezan Marcela Moldovan-Zsak | Roemenië       |

## Medaillespiegel
| Plaats | Land              | Goud | Zilver | Brons | Totaal |
| 1      | Sovjet-Unie       | 3    | 4      | 1     | 8      |
| 2      | Hongarije         | 2    | 0      | 0     | 2      |
| 3      | Frankrijk         | 1    | 2      | 0     | 3      |
| 4      | Polen             | 1    | 1      | 0     | 2      |
| 5      | West-Duitsland    | 1    | 0      | 2     | 3      |
| 6      | Tsjecho-Slowakije | 0    | 1      | 0     | 1      |
| 7      | Italië            | 0    | 0      | 2     | 2      |
| 7      | Zweden            | 0    | 0      | 2     | 2      |
| 9      | Roemenië          | 0    | 0      | 1     | 1      |
| Totaal | Totaal            | 8    | 8      | 8     | 24     |

1937 · 1938 · 1947 · 1948 · 1949 · 1950 · 1951 · 1952 · 1953 · 1954 · 1955 · 1956 · 1957 · 1958 · 1959 · 1961 · 1962 · 1963 · 1965 · 1966 · 1967 · 1969 · 1970 · 1971 · 1973 · 1974 · 1975 · 1977 · 1978 · 1979 · 1981 · 1982 · 1983 · 1985 · 1986 · 1987 · 1988 · 1989 · 1990 · 1991 · 1992 · 1993 · 1994 · 1995 · 1997 · 1998 · 1999 · 2000 · 2001 · 2002 · 2003 · 2004 · 2005 · 2006 · 2007 · 2008 · 2009 · 2010 · 2011 · 2012 · 2013 · 2014 · 2015 · 2016 · 2017 · 2018 · 2019 · 2022 · 2023